# Papaver walpolei
Papaver walpolei är en vallmoväxtart som beskrevs av Alf Erling Porsild. Papaver walpolei ingår i släktet vallmor, och familjen vallmoväxter. Inga underarter finns listade i Catalogue of Life.